# All the Best!
All the Best! es el segundo álbum recopilatorio del músico británico Paul McCartney, publicado por la compañía discográfica Parlophone en noviembre de 1987. Después de Wings Greatest, su anterior recopilatorio, All the Best! contiene temas desde el comienzo de su carrera en solitario, tras la separación de The Beatles en 1970, hasta una canción inédita, «Once Upon a Long Ago». 
La lista de canciones y el orden varía significativamente en las ediciones británica y estadounidense, reflejando la popularidad de canciones particulares en cada país. 
Además, las versiones en CD y vinilo de la edición británica también varían, debido a la limitación de tiempo del disco compacto frente a la edición en doble disco de vinilo, lo cual obligó a suprimir tres canciones de la edición en CD. 
Publicado antes de que McCartney comenzara a trabajar en Flowers in the Dirt, All the Best! obtuvo un notable éxito comercial al alcanzar el puesto dos de la lista de discos más vendidos del Reino Unido. Sin embargo, solo llegó al puesto 62 en la lista estadounidense Billboard 200, donde fue certificado como doble disco de platino al superar los dos millones de copias vendidas.

## Lista de canciones
Todas las canciones escritas y compuestas por Paul McCartney y Linda McCartney excepto donde se anota. 
| Edición británica y canadiense |                                                     |                                 |                                  |          |  |
| N.º                            | Título                                              | Escritor(es)                    | Intérprete(s)                    | Duración |  |
| 1.                             | «Jet»                                               |                                 | Paul McCartney & Wings           | 4:08     |  |
| 2.                             | «Band on the Run»                                   |                                 | Paul McCartney & Wings           | 5:11     |  |
| 3.                             | «Coming Up»                                         | Paul McCartney                  | Paul McCartney                   | 3:51     |  |
| 4.                             | «Ebony and Ivory»                                   | Paul McCartney                  | Paul McCartney                   | 3:41     |  |
| 5.                             | «Listen to What the Man Said»                       |                                 | Wings                            | 3:55     |  |
| 6.                             | «No More Lonely Nights»                             | Paul McCartney                  | Paul McCartney                   | 4:38     |  |
| 7.                             | «Silly Love Songs»                                  |                                 | Wings                            | 5:54     |  |
| 8.                             | «Let 'Em In»                                        |                                 | Wings                            | 5:09     |  |
| 9.                             | «C Moon»                                            |                                 | Wings                            | 4:33     |  |
| 10.                            | «Pipes of Peace»                                    | Paul McCartney                  | Paul McCartney                   | 3:24     |  |
| 11.                            | «Live and Let Die»                                  |                                 | Paul McCartney & Wings           | 3:11     |  |
| 12.                            | «Another Day»                                       |                                 | Paul & Linda McCartney           | 3:41     |  |
| 13.                            | «Maybe I'm Amazed» (Excluida de la edición en CD)   | Paul McCartney                  | Paul McCartney                   | 3:50     |  |
| 14.                            | «Goodnight Tonight» (Excluida de la edición en CD)  | Paul McCartney                  | Wings                            | 4:19     |  |
| 15.                            | «Once Upon a Long Ago»                              | Paul McCartney                  | Paul McCartney                   | 4:09     |  |
| 16.                            | «Say Say Say»                                       | Paul McCartney, Michael Jackson | Paul McCartney & Michael Jackson | 3:55     |  |
| 17.                            | «With a Little Luck» (Excluida de la edición en CD) | Paul McCartney                  | Wings                            | 5:45     |  |
| 18.                            | «My Love»                                           |                                 | Paul McCartney & Wings           | 4:08     |  |
| 19.                            | «We All Stand Together»                             |                                 | Paul McCartney                   | 4:23     |  |
| 20.                            | «Mull of Kintyre»                                   | Paul McCartney, Denny Laine     | Wings                            | 4:44     |  |

| Edición estadounidense |                               |                                 |                                  |          |  |
| N.º                    | Título                        | Escritor(es)                    | Intérprete(s)                    | Duración |  |
| 1.                     | «Band on the Run»             |                                 | Paul McCartney & Wings           | 5:11     |  |
| 2.                     | «Jet»                         |                                 | Paul McCartney & Wings           | 4:08     |  |
| 3.                     | «Ebony And Ivory»             | Paul McCartney                  | Paul McCartney & Stevie Wonder   | 3:41     |  |
| 4.                     | «Listen To What The Man Said» |                                 | Wings                            | 3:55     |  |
| 5.                     | «No More Lonely Nights»       | Paul McCartney                  | Paul McCartney                   | 4:38     |  |
| 6.                     | «Silly Love Songs»            |                                 | Wings                            | 5:54     |  |
| 7.                     | «Let 'Em In»                  |                                 | Wings                            | 5:09     |  |
| 8.                     | «Say Say Say»                 | Paul McCartney, Michael Jackson | Paul McCartney & Michael Jackson | 3:55     |  |
| 9.                     | «Live And Let Die»            |                                 | Paul McCartney & Wings           | 3:11     |  |
| 10.                    | «Another Day»                 |                                 | Paul & Linda McCartney           | 3:41     |  |
| 11.                    | «C Moon»                      |                                 | Wings                            | 4:33     |  |
| 12.                    | «Junior's Farm»               |                                 | Paul McCartney & Wings           | 4:21     |  |
| 13.                    | «Uncle Albert/Admiral Halsey» |                                 | Paul & Linda McCartney           | 4:39     |  |
| 14.                    | «Coming Up» (Live at Glasgow) | Paul McCartney                  | Paul McCartney & Wings           | 3:29     |  |
| 15.                    | «Goodnight Tonight»           | Paul McCartney                  | Wings                            | 4:19     |  |
| 16.                    | «With A Little Luck»          |                                 | Wings                            | 3:13     |  |
| 17.                    | «My Love»                     |                                 | Paul McCartney & Wings           | 4:08     |  |

## Posición en listas
| País           | Lista                   | Posición |
| -------------- | ----------------------- | -------- |
| Alemania       | Media Control Chart     | 9        |
| Australia      | ARIA Albums Chart       | 10       |
| Austria        | Ö3 Austria Top 40       | 23       |
| Canadá         | RPM Albums Chart        | 30       |
| España         | Spanish Albums Chart    | 99       |
| Estados Unidos | Billboard 200           | 62       |
| Noruega        | Norwegian Top 40 Albums | 39       |
| Países Bajos   | Mega Albums Top 100     | 10       |
| Reino Unido    | UK Albums Chart         | 2        |
| Suecia         | Swedish Albums Chart    | 7        |
| Suiza          | Swiss Music Charts      | 11       |

## Certificaciones
| Fecha                   | País           | Organismo certificador | Certificación  | Ventas certificadas |
| ----------------------- | -------------- | ---------------------- | -------------- | ------------------- |
| 12 de enero de 1988     | Canadá         | CRIA                   | Oro            | 50 000              |
| 1 de febrero de 1988    | Reino Unido    | BPI                    | Triple platino | 300 000             |
| 31 de diciembre de 1988 | Francia        | SNEP                   | Oro            | 100 000             |
| 26 de julio de 2001     | Estados Unidos | RIAA                   | Doble platino  | 2 000 000           |